# Hemeroblemma intracta
Hemeroblemma intracta là một loài bướm đêm trong họ Erebidae.